# Marie Čechová
Marie Čechová (* 13. května 1937 Jankov) je česká jazykovědkyně-bohemistka, vysokoškolská vyučující a publicistka. Jejím hlavním profesním zaměřením je didaktika češtiny.

## Život
Marie Čechová se narodila ve středočeském Jankově, po vystudování střední pedagogické školy nějakou dobu působila jako učitelka v severních Čechách. V letech 1957–1961 studovala Vysokou školu pedagogickou v Praze (obor čeština-dějepis). V následujících letech pracovala jako učitelka na různých základních a středních školách. V roce 1972 získala na Filozofické fakultě Univerzity Karlovy (FF UK) vědecký titul CSc. a následně působila jako vědecká pracovnice ve Výzkumném ústavu pedagogickém a také jako specialistka na vyučování českému jazyku na Ministerstvu školství ČSR.
V roce 1975 nastoupila na katedru českého a slovenského jazyka FF UK v Praze, kde vyučovala budoucí středoškolské učitele českého jazyka a literatury. V roce 1978 obhájila habilitační práci, stala se docentkou pro obor český jazyk a po obhájení doktorské disertace a dosažení titulu DrSc. (1987) byla v roce 1988 jmenována univerzitní profesorkou v oboru teorie vyučování českému jazyku (jako první žena mezi profesory v oboru český jazyk). 
Od 90. let působí dodnes (2024) na katedře bohemistiky Pedagogické fakulty Univerzity Jana Evangelisty Purkyně v Ústí nad Labem. Od roku 1985 (dodnes – 2024) je vedoucí redaktorkou časopisu Český jazyk a literatura, který se věnuje otázkám didaktiky českého jazyka a literatury. 
V roce 1972 patřila mezi zakladatele Olympiády v českém jazyce.

## Dílo
Marie Čechová se ve své odborné práci věnuje zejména slohovým, mluvnickým a frazeologickým jevům, jazykové kultuře a spisovnosti, dynamice češtiny a stylistice. Zaobírá se podobou výuky českého jazyka na školách, přičemž se zasazuje o zkvalitňování výuky. Zdůrazňuje též regionální zakotvenost výuky češtiny.
Mezi nejznámější publikace M. Čechové patří Didaktika češtiny (spolu s V. Styblíkem, 1989) nebo Komunikační a slohová výchova (1998), v nichž se prosazuje tzv. komunikační pojetí výuky češtiny na základních a středních školách. Čechová také byla editorkou a jednou z autorek oblíbené příručky Čeština – řeč a jazyk (1. vydání 1996). Mezi její další publikace patří mimo jiné Stylistika současné češtiny (s J. Chloupkem, M. Krčmovou a E. Minářovou, 1997) či Komplexní jazykové rozbory (1992). Marie Čechová za svůj život napsala také řadu učebnic češtiny pro střední školy, odborných článků (zejména v časopisech Naše řeč, Český jazyk a literatura) a proslovila řadu přednášek doma i v zahraničí (mj. v Egyptě, Litvě či Bulharsku).

## Ceny a ocenění
Cena Milady Paulové (2019) 